# Judith of Bethulia
Judith of Bethulia (Brasil: Judith de Betúlia / Portugal: Judith de Bethulia) é um filme mudo norte-americano de 1914, do gênero drama, estrelado por Blanche Sweet e Henry B. Walthall, escrito e dirigido por D. W. Griffith. Foi o primeiro filme de longa-metragem feito pela empresa Biograph, embora foi lançado como o segundo. Foi adaptado de uma peça de Thomas Bailey Aldrich que por sua vez é baseado no bíblico Livro de Judite.
Pouco tempo após a sua conclusão e um desentendimento que Griffith teve com executivos da Biograph em fazer mais futuros filmes de longa-metragem, Griffith deixou a Biograph, e levou toda a sociedade de ações com ele. Biograph atrasou o lançamento do filme até 1914, após a saída de Griffith, de modo que eles não teriam que pagar a ele em um acordo de participação nos lucros que eles tinham.
O filme causou polêmica com a inclusão de uma cena de orgia.

## Elenco

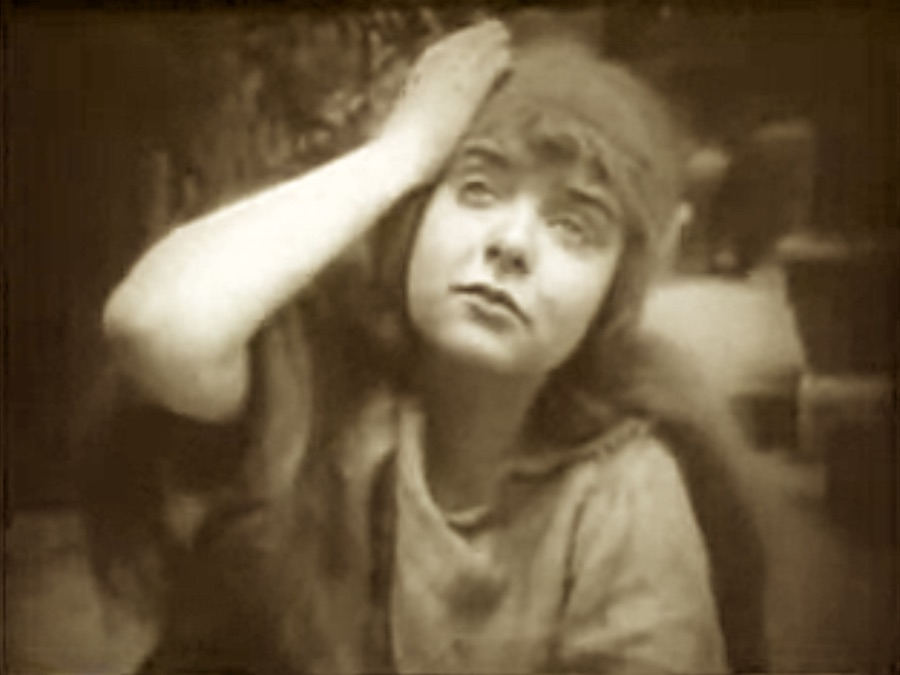
Blanche Sweet como Judith

- Blanche Sweet
- Henry B. Walthall
- Mae Marsh
- Robert Harron
- Lillian Gish
- Dorothy Gish
- Kate Bruce
- J. Jiquel Lanoe
- Harry Carey
- W. Chrystie Miller
- Gertrude Robinson
- Charles Hill Mailes
- Edward Dillon
- Gertrude Bambrick
- Lionel Barrymore
- Clara T. Bracy
- Kathleen Butler
- William J. Butler
- Christy Cabanne
- William A. Carroll
- Frank Evans
- Mary Gish
- Harry Hyde
- Thomas Jefferson
- Jennie Lee
- Adolph Lestina
- Elmo Lincoln
- Antonio Moreno
- Marshall Neilan
- Frank Opperman
- Alfred Paget
- W. C. Robinson
- Kate Toncray

## Revisão
Os comentários foram favoráveis: Variety, de 27 de março de 1914 escreveu: "Não é fácil para confessar a si mesmo desigual para uma determinada tarefa, mas a caneta, uma descrição adequada da produção da Biograph de 'Judith of Bethulia' é, para dizer o mínimo, o trabalho de um homem adulto."
The Moving Picture World, de 7 de março de 1914 descreveu como: "Um trabalho fascinante de alta arte, 'Judith of Bethulia' não só irá classificar como uma conquista neste país, mas fará com que os produtores estrangeiros se sentem e tomem nota."